# Ізабелла Кембриджська
Ізабе́лла Ке́мбриджська (1409 — 2 жовтня 1484) — єдина дочка Річарда Конісбурга, 3-го графа Кембриджа; старша сестра Річарда Плантагенета, 3-го герцога Йоркського, який заявив права на англійський трон для дому Йорків. У другому шлюбі графиня Ессекс.

## Життєпис
Народилася 1409 року. Старша з двох дітей і єдина дочка Річарда Конісбурга, 3-го графа Кембриджа, і його дружини, Анни Мортімер. Дідом Ізабелли по батьківській лінії був Едмунд Ленглі, 1-й герцог Йоркський, четвертий син короля Едуарда III і його дружини Філіппи Генегау, що вижив; бабою — Ізабелла Кастильська, молодша дочка короля Кастилії й Леону Педро I та його коханки Марії Падільї. По материнській лінії Ізабелла — онука Роджера Мортімера, 4-го графа Марча, якого англійська шляхта розглядала як потенційного спадкоємця англійського престолу при бездітному королі Річарді II, і Алієнора Голланд, яка по батьківській лінії через свою бабусю Джоанну Плантагенет була нащадкою англійського короля Едуарда I та французького короля Філіпа III.
Анна Мортімер померла у вересні 1411 року, невдовзі після народження брата Ізабелли Річарда. Батька страчено за участь у Саутгемптонській змові 5 серпня 1415; і хоча графський титул було конфісковано, вдалося зберегти частину володінь, спадкоємцем яких став чотирирічний Річард. Незабаром після страти Конісбурга, в битві при Азенкурі загинув бездітний старший брат Едуард, спадкоємцем якого став також брат Ізабелли.
У трирічному віці саму Ізабеллу заручили із сером Томасом Греєм, сином Томаса Грея з Гітона та Еліс Невілл; шлюб укладено після лютого 1413 і анульовано 1426 року.
З дозволу папи Мартина V в період до 25 квітня 1426 укладено новий шлюб: обранцем Ізабелли став Генрі Бурш'є, 1-й граф Ессекс, старший син Вільяма Бурш'є, графа д'Е, і Анни Глостерської. У шлюбі з Генрі Ізабелла народила не менше однадцяти дітей.
Генрі Бурш'є помер 4 квітня 1483 року. Овдовіла Ізабелла померла 2 жовтня 1484. Похована поряд із тілом її другого чоловіка в абатстві Білей, поблизу від Молдона (Ессекс), пізніше перепохована в Літтл-Істоні, також у Ессексі.

## Родина
У шлюбі з Генрі Бурш'є Ізабелла народила не менше 11 дітей (за іншими джерелами — 8 або 10):
- Вільям[ru] (пом. 1480) — віконт Бурш'є; був одруженим із Анною Вудвілл, сестрою королеви Єлизавети та дочкою Річарда Вудвілла[ru], 1-го графа Ріверса[ru], і Жакетти Люксембурзької, від якої мав сина і двох дочок.
- Генрі (пом. 1462) — був одруженим із Елізабет Скейлз, донькою та спадкоємицею Томаса Скейлза, 7-го барона Скейлза; дітей не мав.
- Гамфрі (пом. 1471) — 1-й барон Кромвель ; був одруженим із Джоан Стенгоуп, дочкою Річарда Стенгоупа з Ремптона, дітей не мав. Загинув у битві під Барнетом.
- Джон (бл. 1438—1495) — був двічі одруженим: першим шлюбом із Елізабет Ґрей, вдовою сера Едуарда Ґрея, а також онукою та спадкоємицею Вільяма Феррерса, 5-го барона Феррерса з Гроубі; другим шлюбом із Елізабет Чайчел; дітей не мав.
- Томас (до 1448—1492) — був одруженим із Ізабеллою Барр, дітей не мав.
- Едуард (пом. 1460) — убитий у битві при Вейкфілді.
- Флоренс (пом. 1525).
- Фульк (пом. у дитинстві).
- Ізабелла (пом. у дитинстві).
- Г'ю (пом. у дитинстві).
- Лаура (1440-) — дружина Джона Кортні (убитого в Тьюксбері, 1471)